# Primitivně rekurzivní funkce
Primitivně rekurzivní funkce (PRF) je v teorii vyčíslitelnosti v jistém smyslu „jednoduchá“ funkce. Jejím rozšířením je částečně rekurzivní funkce (ČRF).

## Definice

### Základní funkce (axiomy)
Všechny tři níže uvedené funkce jsou primitivně rekurzivní:
- nulová funkce

{\displaystyle \forall x\;o(x)\simeq 0}
- následník

{\displaystyle \forall x\;s(x)\simeq x+1}
- projekce (vydělení j-tého z n argumentů)

{\displaystyle \forall x\;\forall j\;\forall n\;I_{n}^{j}(x_{1},\ldots ,x_{n})\simeq x_{j}}
Označení {\displaystyle f(x)\simeq g(x)} znamená, že pokud má alespoň jedna strana rovnice smysl (tzn. je definována), pak má smysl i druhá strana a hodnoty funkcí f a g v bodě x se rovnají.

### Operátory
- primitivní rekurze:
  - je-li f (n - 1)-ární PRF a
  - g (n + 1)-ární PRF

pak {\displaystyle R_{n}(f,g)=h} je n-ární primitivně rekurzivní funkce, kde {\displaystyle h(0,x_{2},\ldots ,x_{n})\simeq f(x_{2},\ldots ,x_{n})} a {\displaystyle h(y+1,x_{2},\ldots ,x_{n})\simeq g(y,h(y,x_{2},\ldots ,x_{n}),x_{2},\ldots ,x_{n})}
- substituce
  - je-li f m-ární PRF a
  - jsou-li {\displaystyle g_{1},\ldots ,g_{m}} n-ární PRF

pak {\displaystyle S_{n}^{m}(f,g_{1},\ldots ,g_{m})=h} je n-ární primitivně rekurzivní funkce, kde {\displaystyle h(x_{1},\ldots ,x_{n})\simeq f(g_{1}(x_{1},\ldots ,x_{n}),\ldots ,g_{m}(x_{1},\ldots ,x_{n}))}
- minimalizace
  - je-li f (n + 1)-ární PRF

pak {\displaystyle \mu (f)} je n-ární funkce, {\displaystyle \mu (f)(x_{1},\ldots ,x_{n})=z}, pokud {\displaystyle f(x_{1},\ldots ,x_{n},z)=0} a zároveň {\displaystyle (\forall i<z)f(x_{1},\ldots ,x_{n},i)>0}
Označení {\displaystyle f(x_{1},\ldots ,x_{n},z)\downarrow \;}  znamená, že funkce f je pro argumenty {\displaystyle (x_{1},\ldots ,x_{n},z)} definována (neboli konverguje). Pokud by funkce pro tyto argumenty divergovala (nebyla definována), píšeme {\displaystyle f(x_{1},\ldots ,x_{n},z)\uparrow \;}.

### Třída PRF
Třída primitivně rekurzivních funkcí je nejmenší třídou funkcí {\displaystyle f:\mathbb {N} ^{k}\rightarrow \;\mathbb {N} }, která obsahuje axiomy a je uzavřená na operátory primitivní rekurze a substituce. Odvození funkce je pak konečná posloupnost funkcí, z nichž každá je buď axiom nebo vzniká z předchozích funkcí aplikací některého operátoru.
Zjednodušeně řečeno, primitivně rekurzivní funkce je taková, kterou lze zapsat jako počítačový program obsahující pouze konečné for cykly a žádné while cykly nebo skoky.
Primitivně rekurzivní predikát je takový, jehož charakteristická funkce je nějaká primitivně rekurzivní funkce.

## Příklady
V podstatě všechny „klasické“ funkce (sčítání, odčítání, ale také například test prvočíselnosti) jsou primitivně rekurzivní. Příkladem funkce, která není primitivně rekurzivní, je Ackermannova funkce.

## Univerzální PRF
Třída PRF má svoji univerzální funkci, ta ale sama do třídy PRF nepatří.
Důkaz sporem: Nechť U(x, y) je univerzální PRF, která počítá výstup x-té PRF na vstupu y. Pak U(x, x) + 1 je také PRF (použitím operátoru substituce a funkce následníka). Protože U je univerzální funkce, platí, že {\displaystyle U(x,x)+1\simeq U(x_{0},x)} pro nějaké {\displaystyle x_{0}}. Nyní přichází klíčový krok důkazu, kdy za x dosadíme {\displaystyle x_{0}} (tzn. Cantorova diagonální metoda) a dostáváme {\displaystyle U(x_{0},x_{0})+1\simeq U(x_{0},x_{0})}, což je spor. Předpoklad, že U je primitivně rekurzivní funkce, byl tedy chybný.